# Deux sœurs vivaient en paix
Pour plus de détails, voir Fiche technique et Distribution.
Deux sœurs vivaient en paix (The Bachelor and the Bobby-Soxer) est un film américain d'Irving Reis sorti en 1947, interprété par Cary Grant, Myrna Loy et Shirley Temple.

## Synopsis
La magistrate Margaret Turner juge une affaire de tapage où un artiste, Dick Nugent, est impliqué. Elle se montre clémente envers l'accusé. Elle retrouve ensuite sa jeune sœur, Susan, étudiante dans une université qui est éprise d'un homme plus âgé qu'elle, délaissant son petit ami Jerry White. Lorsqu'elle apprend que l'homme en question n'est autre que Dick Nugent, son sang ne fait qu'un tour.
Le soir, Margaret Turner s'absente, pour un rendez-vous avec son collègue, le District Attorney Tommy Chamberlain qui est amoureux d'elle. Susan en profite pour quitter la maison afin de rejoindre Dick Nugent. Dans l'appartement de l'artiste, constatant son absence, elle s'endort sur le fauteuil. Margaret, rentrée avec son soupirant, constatant son absence, s'inquiète. Elle songe très sérieusement à Dick Nugent. Celui-ci, en rentrant, est surpris de la présence de la jeune fille. La police intervient. S'ensuit une altercation entre Chamberlain et Nugent qui finit par l'arrestation de ce dernier.
Susan fait une dépression, provoquant le désarroi de sa sœur. Le D.A Tommy Chamberlain se montre rancunier mais après une discussion avec Margaret, il décide de relâcher Nugent pour qu'il puisse remonter le moral de la jeune fille et pour que celle-ci comprenne qu'ils n'ont rien en commun. Ils passent une journée ensemble et rentrent tard, croisant Tommy Chamberlain qui venait de passer un moment intime avec Margaret Turner. Le lendemain, une foire est organisée avec des épreuves sportives. Dick Nugent est sommé d'y participer, porté par le soutien de Susan. Tommy Chamberlain s'inscrit également afin de lui donner une leçon. Après plusieurs échecs Nugent remporte l'épreuve finale avec l'aide de Jerry. Margaret est fascinée  et finit par s'éprendre de lui.
Le docteur Beemish, qui est également l'oncle de Margaret, incite les deux personnes à dîner ensemble. Dans un restaurant de luxe, Margaret et Dick se donnent rendez-vous. Le dîner tourne au fiasco. Susan, accompagné de Jerry White, fait son apparition et lui demande des explications. Puis c'est au tour de Tommy Chamberlain d'intervenir, suivi de quelques connaissances de Dick.
Le docteur Beemish met un plan visant à réunir sa nièce et l'artiste tant bien que mal. Il devra convaincre Susan de renoncer à Dick, qui est trop âgé pour elle. Ce qu'elle fait finalement. Le vieux médecin s'active, sachant que Tommy Chamberlain est décidé à épouser Margaret. Craignant que le district attorney parvienne à ses fins, il réussit à l'écarter. Margaret et Dick, surpris, se retrouvent dans un aéroport et partent ensemble, sous la bénédiction de Beemish

## Fiche technique
- Titre : Deux sœurs vivaient en paix
- Titre original : The Bachelor and the Bobby-Soxer
- Réalisation : Irving Reis et Dore Schary (non crédité)
- Scénario : Sidney Sheldon
- Production : Dore Schary
- Société de production et de distribution : RKO
- Photographie : Robert De Grasse et Nicholas Musuraca
- Montage : Frederic Knudtson
- Musique : Leigh Harline
- Direction artistique : Carroll Clark et Albert S. D'Agostino
- Décors : James Altwies et Darrell Silvera
- Costumes : Edward Stevenson
- Pays d'origine : États-Unis
- Langue : anglais
- Format : noir & blanc - Son : Mono (RCA Sound System)
- Genre : Comédie
- Durée : 95 minutes
- Date de sortie : 24 juillet 1947 première New York(États-Unis)
- Affiche : Bernard Lancy (France)

## Distribution
- Cary Grant : Dick Nugent
- Myrna Loy : Margaret Turner
- Shirley Temple : Susan Turner
- Rudy Vallee : Tommy Chamberlain
- Ray Collins : Beemish
- Harry Davenport : Thaddeus
- Johnny Sands : Jerry White
- Don Beddoe : Joey
- Lillian Randolph : Bessie
- Veda Ann Borg : Agnes Prescott
- Dan Tobin : Walters
- Ransom M. Sherman : Le juge Treadwell
- William Bakewell : Winters
- Irving Bacon : Melvin
- Ian Bernard : Perry
- Carol Hughes : Florence
- William Hall : Anthony Herman
- Gregory Gaye : Le maître-d'hôtel
- J. Farrell MacDonald (non crédité) : Mac, l'huissier

## Autour du film
- Tournage de juillet à octobre 1946[1].

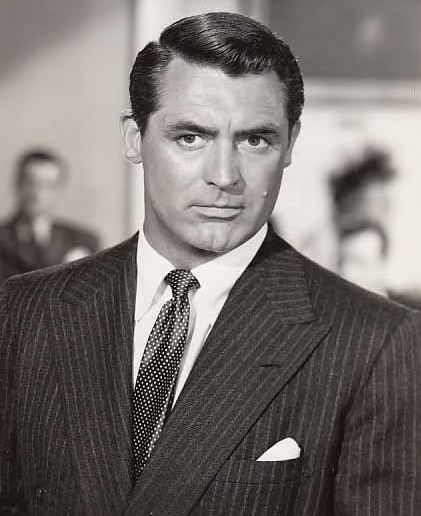
Cary Grant et ses exigences financières pendant le tournage

- Academy Awards du meilleur scénario (1948)[2].
- Recette du film: 5 550 000 dollars [3].
- À l'origine, le film devait s'intituler Suddenly it's spring (Soudain voilà le printemps)[4].
- Dore Schary exprima quelques réserves à propos du titre, craignant le sens grivois qu'il aurait pu prendre[5].
- Titre choisi pour le Royaume-Uni : Bachelor Knight ( le chevalier célibataire) [6]
- Après avoir pris connaissance qu'une scène était tournée avec Shirley Temple consommant sa première boisson alcoolisée, l'association Woman's Christian Temperence Union de Chicago demanda à la RKO de la supprimer du montage [7].
- Une semaine après le début du tournage, Irving Reis eut un malaise sur le plateau. Dore Schary le remplaça momentanément. Dès son retour Reis se concentra uniquement sur l'aspect technique du film alors que Schary assura la direction des acteurs[8].

- Cary Grant toucha 12 500 dollars par semaine alors que Myrna Loy toucha 5 000 dollars[3].

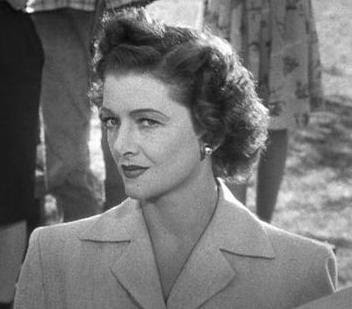
A Beverly Hills, Myrna Loy entre le tournage et son amour pour Spencer Tracy

- Cary Grant ne s'entendit pas avec Irving Reis, espérant en vain que Leo Mc Carey réalisât le film[9]. Myrna Loy elle-même accepta le film à la suite de sa frustration de ne pas avoir pu jouer un rôle dramatique dans Le Maître de la prairie aux côtés de son amant Spencer Tracy[10]. Le rôle échut à Katharine Hepburn[11]. Après avoir résilié son contrat avec la MGM[12], elle prit plaisir pour un projet mené par un studio indépendant :"Dore m'a convaincue de faire le film. Les deux rôles principaux étaient ceux de Cary Grant et Shirley Temple mais le script m'a plu et la paye était bonne. Jouer une juge pour la première fois était amusant"[13].

- Quelques problèmes survinrent lors du tournage à Beverly Hills. À la suite du malaise d'Irving Reis, le tournage était momentanément interrompu. Gary Grant en profita pour exiger, en plus de son salaire, 10 % sur les futures recettes. Myrna Loy, discrètement, disparaissait pour rendre visite à Spencer Tracy dans sa chambre d'hôtel située dans la même ville et poursuivait clandestinement sa liaison amoureuse passionnée avec lui. Shirley Temple se livra à une imitation de Cary Grant, ce qui irrita l'acteur au point d'exiger d'elle des excuses, ce qu'elle fit. Il accepta ses excuses et parvint à s'entendre avec elle[14],[15],[16],[17].

- L'aéroport où est tourné la scène finale est celui de Long Beach [18].

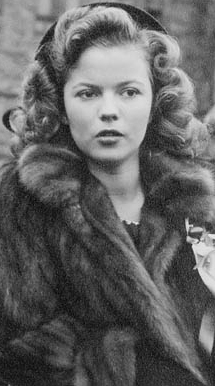
Shirley Temple sur le plateau de tournage

- Le sujet a fait l'objet d'une adaptation radiophonique le 13 juin 1949 au Lux Radio Théâtre avec Cary Grant et Shirley Temple [19], et théâtrale en 1961 par F. Andrew Leslie[20].
- Une anomalie persiste concernant l'écart d'âge entre Margaret Turner (40 ans) et Susan Turner (17 ans) alors qu'elles sont sœurs [21].

- À noter que la traduction littérale du titre original The Bachelor and the Bobby-Soxer est : le célibataire et la midinette.
- Dans la version française, les prénoms sont modifiés. Margaret devient Marguerite, Susan est orthographiée Suzanne, Beemish devient oncle Marc et Bessie est renommée Béatrice. À noter que le nom des deux sœurs Turner devient Tourneur [22].
- Une comédie romantique qui sortit en plein Maccarthysme. Selon le magazine LIFE le film est "Une comédie où Shirley Temple aime Cary Grant qui est épris de Myrna Loy qui elle-même aime Rudy Vallee. Pour rectifier cette situation, Cary Grant doit écarter Shirley Temple qui court après elle et attirer Myrna Loy qui est dans les bras de Rudy Vallee."[23]. Le New York Times dira du film qu'il fut "agréable" [24].
- Sidney Sheldon, auteur du roman, dira avoir été séduit par le script et par le choix des acteurs, surtout de Cary Grant qu'il dit apprécier [25].
- Le film est qualifié de "farce agréable à regarder" par le site Allmovie.com[26].
- Le film engrangea un profit de 700 000 dollars[27].

## Analyse du film
- La comédie romantique joue sur les complications amoureuses loufoques et le carré ou triangle amoureux. Cary Grant apparaît comme un briseur involontaire de couples : Susan Turner-Jerry White d'un côté et Tommy Chamberlain-Margaret Turner de l'autre. Susan s'éprend de Richard Nugent au grand dam de Jerry White. Nugent lui-même finit par tomber sous le charme de Margaret, provoquant la colère de Chamberlain qui n'entend pas laisser les choses ainsi. Après le pugilat du dîner, Jerry White a l'occasion de regagner Susan alors que Tommy s'active pour reprendre Margaret. Susan Turner retourne chez Jerry White et Tommy Chamberlain ne cache pas son désir de faire de Margaret Turner son épouse. Beemish fera finalement en sorte que Margaret et Nugent partent ensemble.

- Certaines scènes se passent hors-champ de la caméra et sont suggérées pour être en phase avec le code Hays. La bagarre du début opposant Nugent à d'autres personnes est suggérée par les visages tuméfiés des prévenus à l'audience. L'agression de Tommy Chamberlain par Richard Nugent n'est pas montrée à l'écran mais dite ensuite, avec une scène où l'on voit l'artiste derrière les barreaux. La relation entre la juge et le district attorney n'est pas montrée même si on les voit sortir ensemble. On ne les voit pas s'embrasser. Lorsque Chamberlain vient la chercher pour dîner avec elle en ville, on les voit sortir. Susan colle son oreille à la porte pour s'assurer qu'ils sont bien partis avant de quitter elle-même la maison. La scène suggère que Margaret et Chamberlain attendent de se trouver à l'extérieur pour échanger un baiser. Plus tard, Richard Nugent et Susan après une longue journée rentrent le soir et croisent Tommy Chamberlain qui sort de la maison de la juge. Il est suggéré que Margaret Turner venait de passer un moment intime avec le district Attorney avant qu'elle ne succombe à son tour au charme de Nugent.
- Le code Hays sévissant, le thème du détournement de mineur est traité avec légèreté tout comme l'amour d'une adolescente (Susan) pour un homme mûr (Nugent). Le thème du triangle amoureux est aussi traité avec légèreté : Susan qui délaisse son petit ami Jerry White pour Nugent avant de revenir à lui, Margaret passant d'un homme (Chamberlain) à un autre (Nugent), Nugent passant de Susan à Margaret. Tommy Chamberlain qui perd Margaret se retrouvera seul.

## Répliques marquantes
- À plusieurs reprises le personnage de Nugent s'amuse avec une suite de répliques qui se répondent sous la forme de quiproquos :

« You remind me of the man.
— What man?
— The man with the power. »
— What power?
— The power of hoodoo.
— Who-do?
— You do.
— Do what?
— Remind me of the man.
— What man? »
Et ainsi de suite…
- Margaret Turner s'adressant à sa nièce Susan au début du film, durant le petit-déjeuner :

— Je suis prête à mourir pour toi uniquement si c'est difficile de vivre avec toi.
- Tommy Chamberlain s'apprêtant à sortir avec Margaret Turner interpelle cette dernière au pas de la porte :

— La dame de la maison est-elle prête ?
— La dame de la maison est pratiquement prête.
— Bonsoir votre honneur ?
— Donne-moi juste une minute, Tommy.
- Après le fiasco du dîner , Margaret Turner rentre chez elle et s'enferme dans sa chambre. Tommy qui l'a suivie tente d'entrer mais se heurte à Beemish :

— Où est Margaret ? Il faut absolument que je lui parle.
— Dans sa chambre. Mais ce n'est pas le moment, vous risquez d'aggraver la situation.
— Mais c'est une conspiration ! 